# NGC 7603
NGC 7603 est une vaste galaxie spirale particulière située dans la constellation des Poissons. Sa vitesse par rapport au fond diffus cosmologique est de 8 254 ± 33 km/s, ce qui correspond à une distance de Hubble de 121,7 ± 8,5 Mpc (∼397 millions d'al). NGC 7603 a été découverte par l'astronome allemand Albert Marth en 1864.

## Description

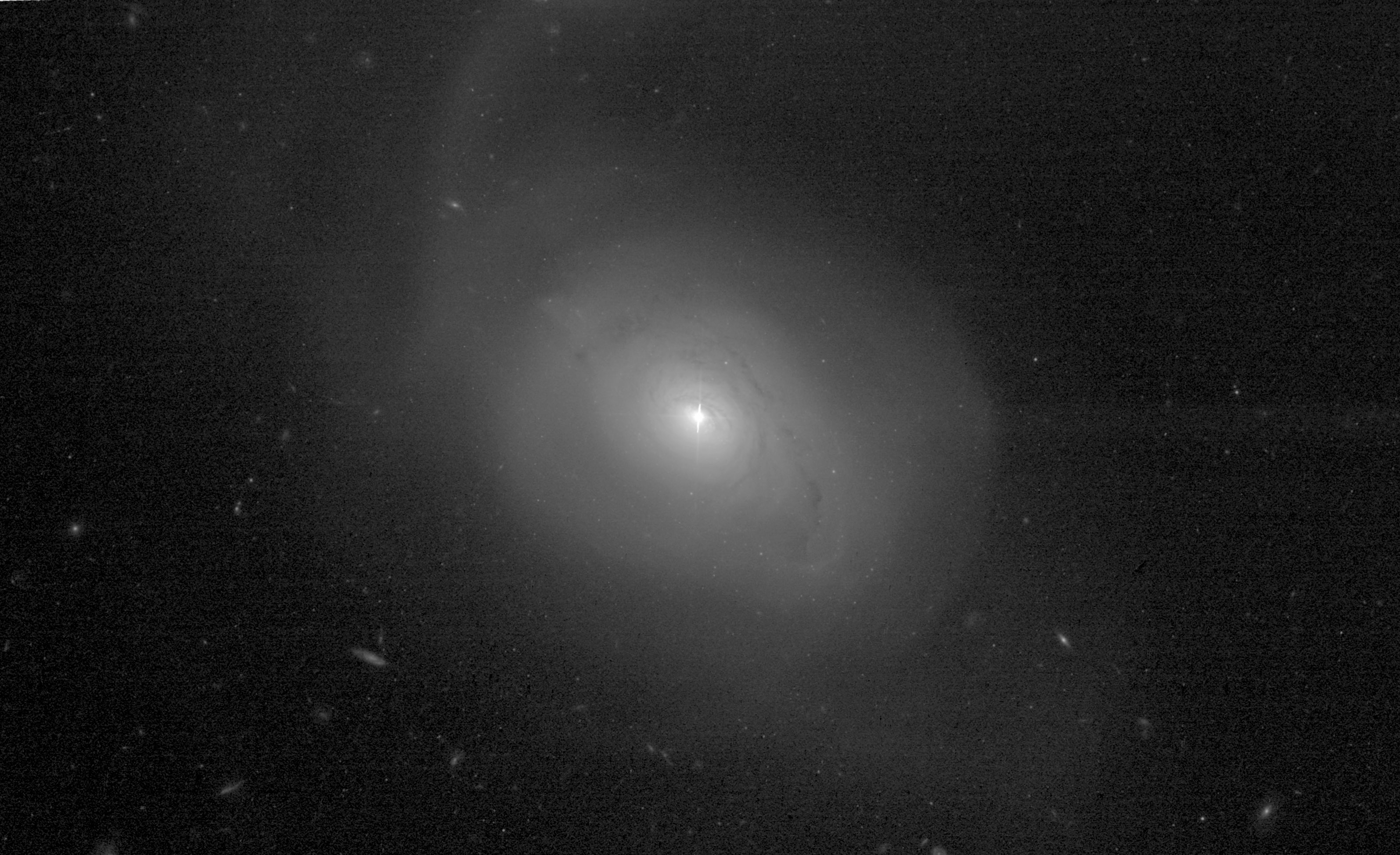
NGC 7603 par le télescope spatial Hubble. Sur cette image, l'ouest est à droite.

La classe de luminosité de NGC 7603 est II. De plus, elle est une galaxie active de type Seyfert 1.
NGC 7603 forme une paire de galaxies avec PGC 71041 (NGC 7603B). La paire figure dans l'atlas des galaxies particulières d'Halton Arp sous la cote Arp 92. Arp écrit au sujet du couple qu'un longue plume pâle bifurque vers la galaxie compagne. NGC 7603 est une galaxie dont le noyau brille dans le domaine de l'ultraviolet. Elle figure dans le catalogue de Markarian sous la désignation MK 530.

## Galaxies en interaction?
L'image du relevé SDSS et celle du télescope spatial Hubble montrent que NGC 7603 présente une structure assez perturbée. De plus, l'un des bras de la galaxie semble relier cette dernière à la galaxie compagnon, NGC 7603B, suggérant que les deux galaxies sont en interaction gravitationnelle.
Cependant, la distance de Hubble de PGC 71041 est égale à 240,87 ± 16,87 Mpc (∼786 millions d'al), ce qui signifie qu'elle est en fait une galaxie située en arrière-plan et qu'il s'agit d'une paire purement optique, car la petite galaxie est deux fois plus éloignée.